# ناصر کنعانی (فیزیکدان)
ناصر کنعانی (زادهٔ ۱۳۲۰) فیزیکدان ایرانی و استاد دانشگاه فنی برلین است.

## تحصیل
ناصر کنعانی در خانواده‌ای آشنا به موسیقی زاده شد. او پس از گرفتن دیپلم ریاضی برای فراگیری موسیقی به وین اتریش رفت. ناصر کنعانی در اتریش تصمیم به پی‌گیری پیشه‌ای جدی‌تر گرفت و به یادگیری مهندسی علم مواد در دانشگاه لئوبن پرداخت. وی درجه دکتری خود در رشته فیزیک جامدات و پسادکتری الکتروشیمی را از دانشگاه فنی برلین در آلمان دریافت نمود. رساله دکترای ناصر کنعانی درباره اختراعی برای تولید فولاد با کیفیت بالا در کوره‌های الکتریکی است.

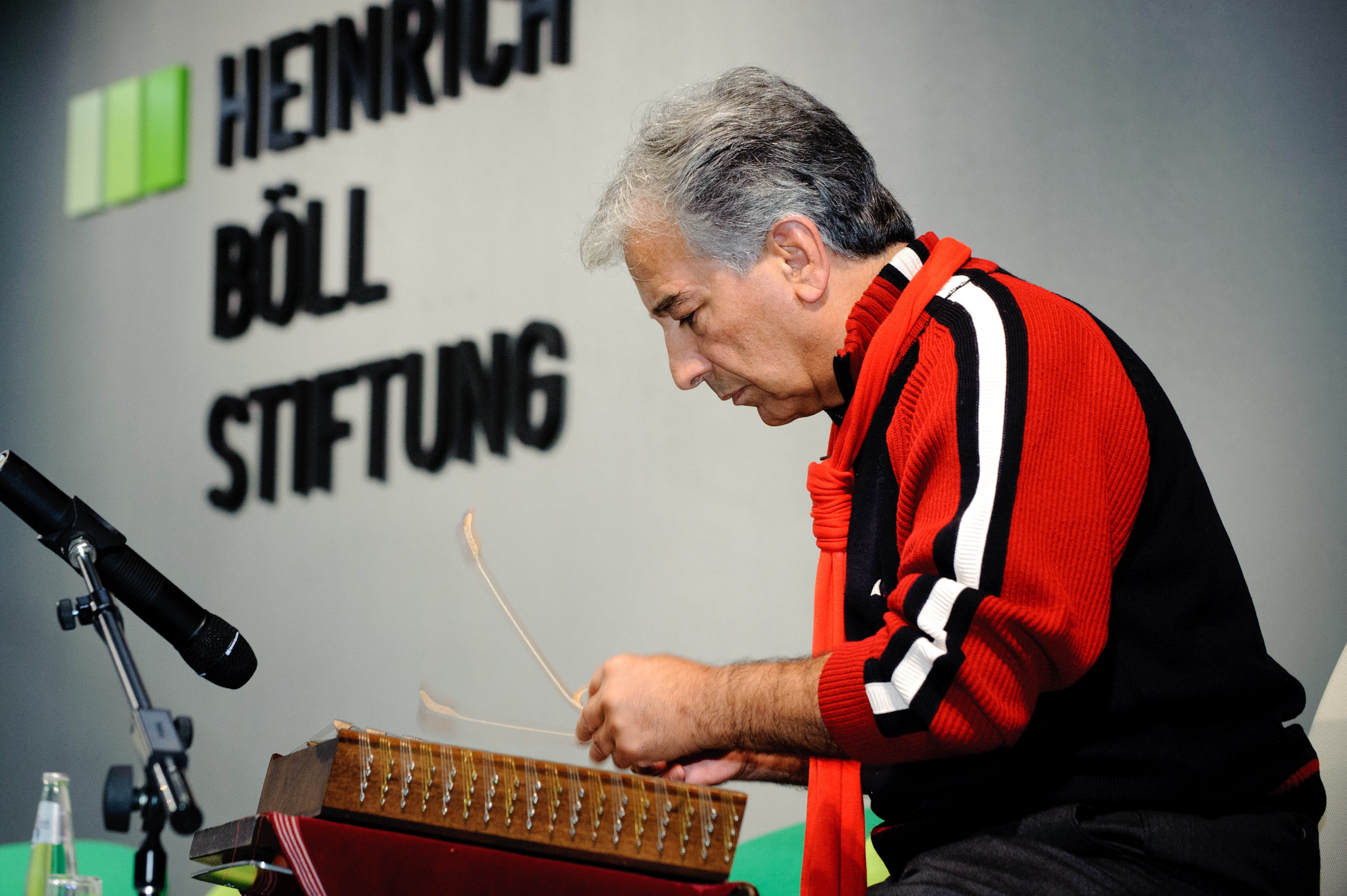
ناصر کنعانی در خانواده‌ای آشنا به موسیقی زاده شد.

## استادی دانشگاه
ناصر کنعانی چهار سال در مؤسسه فناوری ماساچوست (ام‌آی‌تی)، دانشگاه فلوریدا، و دانشگاه ساکاریا (ترکیه) به عنوان استاد مدعو تدریس کرد و در سال ۱۹۸۵ دوباره به آلمان بازگشت. از آن هنگام به مدت بیست سال در کنار تدریس در دانشگاه فنی برلین، مسئولیت بخش پژوهش و مدیریت کیفیت یک شرکت فرانسوی-آلمانی را به عهده گرفت.

## نویسندگی علمی
ناصر کنعانی مقالات بسیاری در مجلات علمی-فنی کشورهای غربی منتشر ساخته و چند کتاب علمی به زبان‌های آلمانی و انگلیسی دربارهٔ علم مواد و آبکاری نوشته‌است. نام و نوشته‌های وی از سال ۱۹۸۵ هر ساله در گاهشمار دانشمندان آلمانی آورده می‌شود.
کتاب باتری اشکانی یکی از شناخته‌شده‌ترین کتاب‌های ناصر کنعانی است. و در آن نشان می‌دهد اولین باتری به دست اشکانیان ساخته شد و چون در نزدیکی بغداد کشف شد آن را به اشتباه باتری بغداد نامیدند.
ناصر کنعانی در سال ۱۳۹۵ با شرکت در همایش آشنایی با آبکاری در دانشگاه صنعتی سهند حضور داشت.

## علم و ادبیات ایرانی
ناصر کنعانی از نوجوانی علاقه زیادی به تاریخ دانش داشته است. او از سال ۱۹۷۳ (میلادی) تا ۲۰۱۱ (میلادی) پژوهش‌های گسترده‌ای را با استفاده از منابع غربی درباره دانشمندان ایرانی مانند خیام، و به ویژه محمد بن موسی خوارزمی انجام داده است. ناصر کنعانی همواره تلاش زیادی برای شناساندن دانشمندان ایرانی به کشورهای غربی کرده است.

## جایزه کنعانی
از سال ۲۰۱۰ هر دو سال یک بار جایزه ناصر کنعانی به سه پژوهشگر جوان که در مقطع کارشناسی ارشد و دکترا موفق به دستاوردهای چشمگیری در زمینهٔ صنعت آبکاری و حفاظت محیط زیست شده‌اند، داده می‌شود و مقالات آن‌ها به زبان‌های فارسی، انگلیسی و آلمانی در مجلات علمی خارج از کشور به چاپ می‌رسند. گروه گزینش این پژوهشگران از سه استاد بنام دانشگاه و سه استاد مجرب صنعت آبکاری متشکل است که به این موضوع رسیدگی می‌کنند. جوائز یادشده در مراسم «جشنواره صنعت آبکاری–جایزه پروفسور کنعانی» به برندگان داده می‌شود.

## کنش سیاسی
ناصر کنعانی در هنگام تحصیل در اروپا عضو کنفدراسیون جهانی محصلین و دانشجویان ایرانی-اتحادیه ملی خارج از ایران بود. انگیزه‌بخش او برای کنش سیاسی، محمد مصدق بوده است. ناصر کنعانی پس از گذشت سال‌ها، از کار سیاسی دست کشیده، و با اندیشه سیاسی به کنش فرهنگی می‌پردازد.